# Adolfo, Duque de Cambridge
Adolfo Frederico, Duque de Cambridge KG GCB GCMG GCH PC (Londres, 24 de fevereiro de 1774 – Londres, 8 de julho de 1850) foi a décima criança e sétimo menino do rei Jorge III do Reino Unido e da rainha Carlota de Mecklemburgo-Strelitz. Ele manteve o título de Duque de Cambridge de 1801 até sua morte, também servindo como vice-rei de Hanôver em nome de seus irmãos Jorge IV e Guilherme IV. Ele era o avô de Maria de Teck, esposa do rei Jorge V, sendo trisavô da rainha Isabel II.

## Nascimento
O príncipe Adolfo nasceu em fevereiro de 1774 na Casa de Buckingham, na altura conhecida como a "Casa da Rainha", na Cidade de Westminster, atualmente na Grande Londres. Ele era o filho mais novo do rei Jorge III e da rainha Carlota a sobreviver à infância.
Em 24 de março de 1774, o jovem príncipe foi batizado na Câmara do Grande Conselho no Palácio de St. James por Frederick Cornwallis, Arcebispo da Cantuária. Seus padrinhos foram seu tio-avô o príncipe João Adolfo de Saxe-Gota-Altemburgo (representado pelo conde de Hertford), seu primo o conde Carlos de Hesse-Cassel (representado pelo conde de Jersey) e a princesa Guilhermina da Prússia, esposa de seu primo o Príncipe de Orange, (representada por Elizabeth Howard, condessa viúva de Effingham).

## Educação e carreira militar

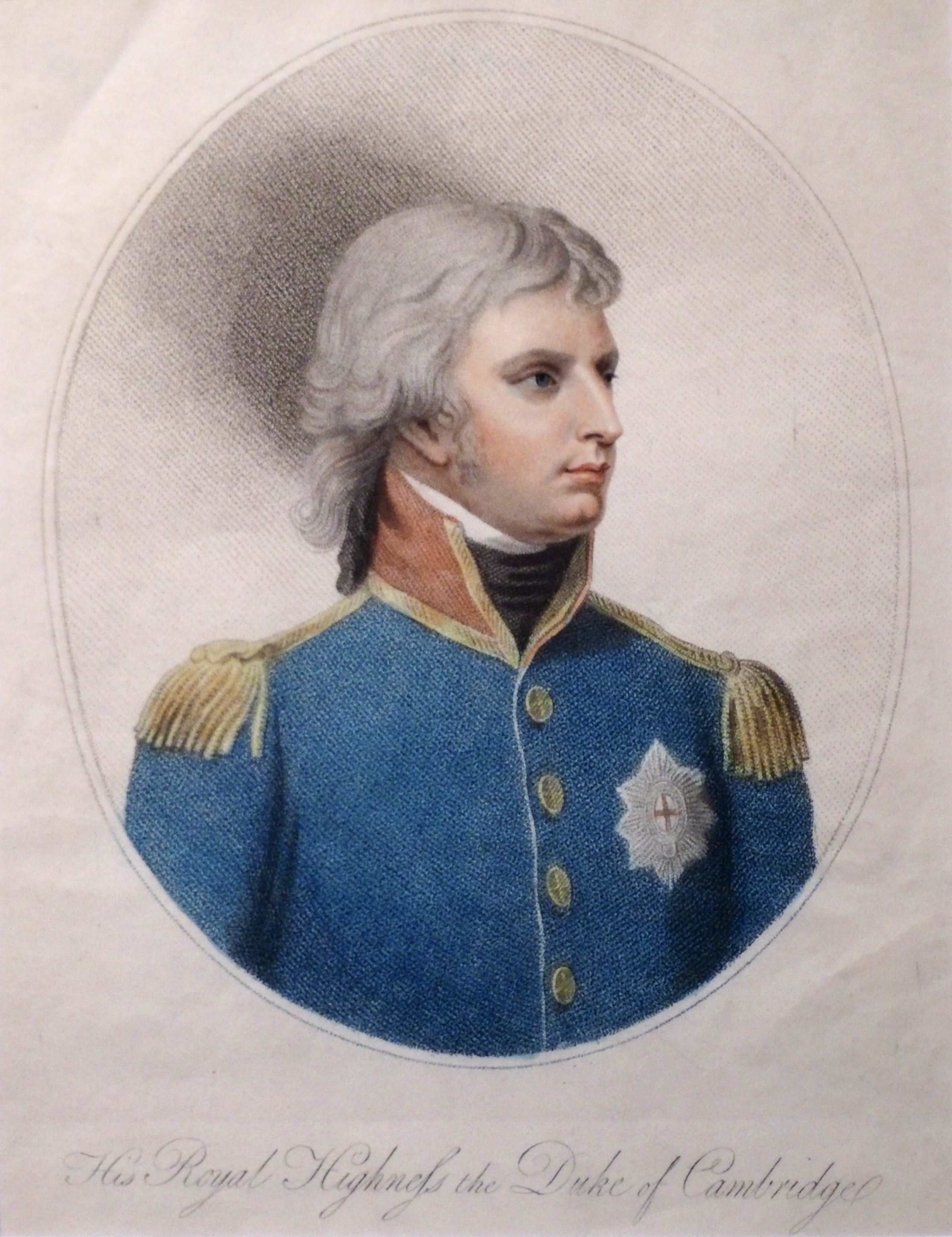
Gravura de Adolfo

Como seus demais irmãos, foi educado por tutores até ser enviado à Universidade de Gotinga em 1786, junto com seus irmãos mais velhos, os duques de Cumberland e de Sussex. Em 1791, ele e seu irmão Ernesto Augusto partiram para Hanôver para receber treinamento militar sob a supervisão do Marechal-de-campo von Freytag. Sucessivamente alcança os postos de Coronel (1794), Tenente-General (1798) e Marechal-de-Campo (1813). Seu pai Jorge III o havia nomeado Cavaleiro da Ordem da Jarreteira em 6 de junho de 1786, e criado duque de Cambridge, conde de Tipperary e Barão Culloden em 17 de novembro de 1801. Mais tarde o rei o admitiu no Conselho Privado e lhe conferiu o posto de Cavaleiro da Grande Cruz da Ordem do Banho (GCB), Grande Cruz da Ordem de São Miguel e São Jorge, e Grande Cruz da Real Ordem Guelfica (GCH).
O duque também serviu como coronel em chefe do Regimento de Guardas de Infantaria (Guarda de Inverno desde 1855) desde setembro de 1805 e como coronel em chefe da 60º (a própria armada de rifles do duque de Iorque) Regimento de Infantaria desde janeiro de 1824.

## Casamento e descendência
O Duque de Cambridge permaneceu solteiro até 1818, quando, depois da morte da princesa Carlota de Gales, única filha legítima do Príncipe-Regente (logo rei Jorge IV), a sucessão do trono ficava incerta. Foi então que, tanto ele como os irmãos que estavam solteiros, os duques de Clarence (logo rei Guilherme IV) e de Kent, contraíram matrimônio rapidamente, com o propósito de engendrar o tão ansiado herdeiro do trono. Outros dois irmãos, os duques de Cumberland e de Sussex, já estavam casados. Até esse momento, o duque de Cumberland tinha 2 filhas nascidas mortas, além de que os filhos do duque de Sussex estavam eliminados da sucessão pois o matrimônio de seus pais era nulo segundo o Ato de Matrimônios Reais de 1772, por ter-se realizado sem o consentimento do rei.
Adolfo se casou por poderes em Cassel, Hesse, em 7 de maio de 1818, com a princesa Augusta de Hesse-Cassel. O matrimônio formal, com ambas partes presentes, foi celebrado no palácio de Buckingham, Londres, em 1 de junho do mesmo ano. Desse enlace, nasceram 3 filhos:
- Jorge Guilherme Frederico Carlos (n. Cambridge House, Hanôver, 26 de março de 1819 - m. Gloucester House, 17 de março de 1904), duque de Cambridge ao suceder seu pai.
- Augusta Carolina Carlota Isabel Maria Sofia Luisa (n. Schloss Montbrillant, Hanôver, 19 de julho de 1822 - m. Neustrelitz, 4 de dezembro de 1916), casada com Frederico Guilherme de Mecklemburgo-Strelitz.
- Maria Adelaide Guilhermina Isabel (n. Hanôver, 22 de novembro de 1833 - m. White Lodge, Richmond Park, Surrey, 27 de outubro de 1897), casada com Franz de Württemberg, duque de Teck.

## Vice-rei
O duque de Cambridge foi vice-rei (regente) do Reino de Hanôver de 1816 até 1837, em nome de seus irmãos mais velhos, os reis Jorge IV e Guilherme IV. Quando sua sobrinha, a rainha Vitória, ascende ao trono do Reino Unido em 1837, a união de 123 anos entre Hanôver e o Reino Unido terminou. O duque de Cumberland ascende ao trono de Hanôver como Ernesto Augusto I, pelo que Adolfo retorna à Inglaterra.

## Morte e sepultamento
Foi sepultado em Kew. Posteriormente, seus restos foram trasladados à Capela de São Jorge, no Castelo de Windsor.